# Titeuf (film)
Titeuf (fr. Titeuf, le film) – francusko-szwajcarski film animowany z 2011 roku w reżyserii Philippe'a Chappuis, tworzącego pod pseudonimem Zep, oparty na komiksach pod tym samym tytułem. Film zrealizowany w technice trójwymiarowej.
Światowa premiera filmu miała miejsce 6 kwietnia 2011 roku. W Polsce premiera filmu odbyła się 9 kwietnia 2012 roku na kanale HBO w wersji lektorskiej. Premiera filmu z polskim dubbingiem odbyła się 1 czerwca 2013 roku na kanale teleTOON+. 

## Opis fabuły
Mały rozrabiaka Titeuf, dla którego do tej pory najważniejsi byli kumple ze szkoły, zakochuje się w Nadii. Ta jednak nie zaprasza go na swoje urodziny. Titeuf przeżywa ogromne rozczarowanie. Postanawia jednak nie poddawać się i zrobić wszystko, by znaleźć się na liście gości.

## Obsada
- Donald Reignoux – 
  - Titeuf,
  - Hugo
- Maria Pacôme – babcia
- Jean Rochefort – dziadek
- Zabou Breitman – matka Titeufa
- Mélanie Bernier – Nadia
- Michael Lonsdale – psycholog
- Sam Karmann – ojciec Titeufa